# Gerhard Fauth
Gerhard Walter Fauth (* 9. April 1915 in Dresden; † 6. November 2003 in Neuhaus am Inn) war ein deutscher Journalist.

## Leben
Als Schüler schloss sich Gerhard Fauth einem linkssozialistischen Kreis an, der der SAP nahestand. Kurz vor seinem Abitur wurde er im Sommer 1933 verhaftet, weil er die neue Regierung Hitlers in einem Brief an einen französischen Freund als „Verbrecherbande“ bezeichnet hatte und warnte, Hitler bereite den nächsten Krieg vor. Im Winter 1933 wurde das Verfahren gegen ihn aber niedergeschlagen. Nach seiner Freilassung floh Fauth zunächst nach Prag, kehrte aber seinen Eltern zuliebe nach Deutschland zurück.
Während des Zweiten Weltkriegs diente er in Griechenland im Strafbataillon 999 und brachte es bis zum Leutnant. Im Dezember 1943 sollte ein Angehöriger dieses Bataillons, Falk Harnack, wegen seiner Verbindungen zur Weißen Rose über Lilo Ramdohr, auf Befehl der Gestapo verhaftet werden, wurde aber von Fauth informiert und auch von ihm in einem LKW bei der Flucht aus Athen assistiert. 1944 half er einigen griechischen Partisanen, die von der SS erschossen werden sollten, bei der Flucht, indem er zunächst erreichte, dass sie seinem Wehrmachtbataillon als Zwangsarbeiter zugeteilt wurden, da sie angeblich dringend für Reparaturen der Telefonleitungen benötigt wurden. Als 1945 beim Rückzug der Wehrmacht die Dämme gesprengt werden sollten, leitete Fauth den Befehl nicht weiter und rettete damit wichtige Bauten in Athen. Bei Kriegsende geriet Fauth in jugoslawische Gefangenschaft. Nach der Freilassung lehnte er ein Angebot seines Freundes Erich Wollenberg ab, in der Administration der sowjetischen Zone zu arbeiten.
Nach dem Krieg lebte er zunächst in München und arbeitete als Journalist, u. a. für die Zeitschrift Echo der Woche, sowie als freier Schriftsteller. Er schrieb das Buch Ruf an die deutsche Jugend, das ausführlich die I. Internationale Jugendkundgebung in München (28. Juni bis 4. Juli 1947) dokumentierte (Verlag der Zwölf, München, 1948); am Zustandekommen dieser Kundgebung war er gemeinsam mit Alois Lippl und Harry Wilde maßgeblich beteiligt. 1950 wurde Fauth als Berater für Jugendaktivitäten auf eine Studienreise in die USA im Rahmen des US-Kulturaustauschprogramms für Bayern eingeladen, wie auch andere Aktivisten des BJR. Im August 1953 verfasste Fauth den Artikel Kritik der staatsbürgerlichen Erziehung in der Zeitschrift des Bundesjugendrings Deutsche Jugend.
Mit Karl Otmar von Aretin verfasste Fauth 1959 für die neu entstandene Bayerische Landeszentrale für politische Bildungsarbeit die Broschüre Die Machtergreifung: Die Entwicklung Deutschlands zur totalitären Diktatur 1918–34. Ebenfalls 1959 leitete er das Amerika-Haus in München. In den fünfziger Jahren hatte Fauth der German-American Friendship Association angehört, trat aber aus Protest gegen die Aktivitäten des McCarthy-Komitees wieder aus.
Seit den sechziger Jahren lebte Fauth in Köln und arbeitete zunächst für den Kölner Stadt-Anzeiger und später, ca. ab 1970, für den Deutschlandfunk, wo er Redakteur in der Abteilung Wissenschaft und Bildung war. In den siebziger Jahren arbeitete er u. a. mit Dieter Thoma und Henryk M. Broder zusammen. Nachdem Fauth 1980 in Rente gegangen war, wanderte seine Familie nach Kanada aus, Fauth kehrte aber nach Köln zurück. Nach dem Tod seines Freundes und Kollegen Wilhelm Unger 1985 wurde Fauth von Ungers Witwe gebeten, bei der Bearbeitung von Ungers Nachlass mitzuhelfen.
Fauth war langjähriges Mitglied der SPD und aktiv in der evangelischen Kirche. Im Alter litt Fauth an der Alzheimer-Krankheit, woran er 2003 in der Nähe von Passau starb.

## Publikationen
- Erste Internationale Jugendkundgebung. Ruf an die deutsche Jugend. Ein Bericht. Verlag der Zwölf, München 1948. DNB 451217969.
- zusammen mit Karl Otmar von Aretin: Die Machtergreifung. Die Entwicklung Deutschlands zur totalitären Diktatur 1918–1934. Bayerische Landeszentrale für Heimatdienst, München 1959. DNB 450135772.